# Любовното писмо
„Любовното писмо“ (на английски: The Love Letter) е американска романтична комедия от 1999 г. на режисьора Питър Чан, по сценарий на Мария Магенти, и е базиран на едноименния роман, написан от Катлийн Шин. Във филма участват Кейт Капшоу, Блайт Данър, Елън Дедженеръс, Джералдин Макюън, Джулиан Никълсън, Том Еверет Скот, Том Селек и Глория Стюарт.
Това е последния филм на Кейт Капшоу преди да се оттегли от актьорството през 2001 г.